# IR-Klasse WDG-4G
Die WDG-4G ist eine Großdiesellokomotive der Indian Railways mit elektrischer Kraftübertragung in Drehstromtechnik, die zur Typenfamilie Evolution Series von GE Transportation Systems (GE) gehört, die Typenbezeichnung lautet ES43ACmi. Bis zum Sommer 2020 waren 163 Lokomotiven gebaut, die alle dem von GE geführten Betriebswerk Roza Junction (ROZA) in Uttar Pradesh zugeteilt sind. Die Lokomotiven wurden im Oktober 2018 zugelassen und dürfen mit einer Höchstgeschwindigkeit von 100 km/h auch in Doppeltraktion auf dem Streckennetz verkehren.
Die Baureihen-Bezeichnung setzt sich aus W für wide ‚Breitspur‘, D für Diesel, G für goods ‚Güter‘ für Güterzuglokomotive und der 4 hinter dem Bindestrich, die für eine Lokomotive mit einer Leistung zwischen 4000 und 5000 PS steht, zusammen.

## Geschichte
GE unterzeichnete im November 2015 einen Vertrag im Wert von 2,5 Mia. US-Dollar zur Lieferung von 1000 Diesellokomotiven, darunter 700 Stück der Baureihe WDG-4G. Im Vertrag ist die Wartung der Lokomotiven enthalten sowie 200 Mio. US-Dollar für den Bau eines Werks zur Herstellung der Lokomotiven in Marhowrah in Bihar. Die ersten Lokomotiven wurden im GE-Werk Erie in den USA gebaut, trafen im Oktober 2017 im Hafen Mundra in Gujarat ein und erhielten im Oktober 2018 die Zulassung.

## Technik
Die WDG-4G wird von einem 12-Zylinder-Viertakt-Dieselmotor der GEVO-Typenfamilie angetrieben. Der Motor kann bis zu 4500 PS abgeben und erfüllt die Abgasnorm UIC I. Die Lokomotiven haben eine maximale Achslast von 23 t. Zwei Endführerstande ermöglichen eine gute Streckensicht. Für das Fahrpersonal gibt es ein Urinal auf der Lokomotive. Technisch ähnliche Lokomotiven wurden als Baureihe GEU40 nach Pakistan geliefert.
Der Dieselmotor gibt seine Kraft an den direkt an die Kurbelwelle angeflanschten Hauptgenerator ab, der Dreiphasenwechselstrom erzeugt. Dieser wird gleichgerichtet und an die den einzelnen Achsen zugeordneten Antriebswechselrichtern in IGBT-Technik zugeführt, die wiederum Dreiphasenwechselstrom variabler Frequenz für die Drehstrom-Asynchron-Fahrmotoren erzeugen.
Die von GE als High-adhesion Trucks bezeichneten Drehgestelle besitzen drei Achsen, die mit gegen die Lokomotivmitte angeordneten Tatzlagerantrieben versehen sind. Der Drehgestellrahmen stützt sich über zwölf Schraubenfedern auf die Radsatzlagerträger ab – jeweils zwei pro Träger. Die Längsmitnahme erfolgt durch Achslenker. Der Lokomotivrahmen stützt sich über acht Gummischichtfedern auf die beiden wiegelosen Drehgestelle ab, wobei die Federn auf dem Längsträger des Drehgestells zwischen den Achsen angeordnet sind an den Stellen, wo die beiden mittleren Querträger mit dem Längsträger des Drehgestells verbunden sind. Die Längskräfte werden vom Drehgestell zum Lokomotivkasten über eine Hülse übertragen, die mit Gummischichtferdern mit dem Querträger zwischen Achse 1 und 2 des Drehgestellrahmen verbunden ist und einen Königszapfen am Lokomotivkasten umgreift.